# Au Lapin Agile
Cet article concerne le cabaret de Paris. Pour la peinture de Picasso, voir Au Lapin Agile (Picasso).
Au Lapin Agile est un cabaret de Paris situé sur la butte Montmartre, au 22 de la rue des Saules, dans le 18e arrondissement, près de la station de métro Lamarck - Caulaincourt.
Établi dans la seconde moitié du XIXe siècle, racheté par Aristide Bruant en 1913, il est l'un des lieux de rencontre privilégiés de la bohème artistique du début du XXe siècle, de Max Jacob à Pablo Picasso en passant par Roland Dorgelès, Francis Carco, Blaise Cendrars ou Pierre Mac Orlan ; par la suite, dans les années 1940-50, il est fréquenté notamment par Jean-Roger Caussimon et François Billetdoux. Il est encore aujourd'hui en activité.

## Aux origines duLapin Agile

### Le bas et le haut Montmartre

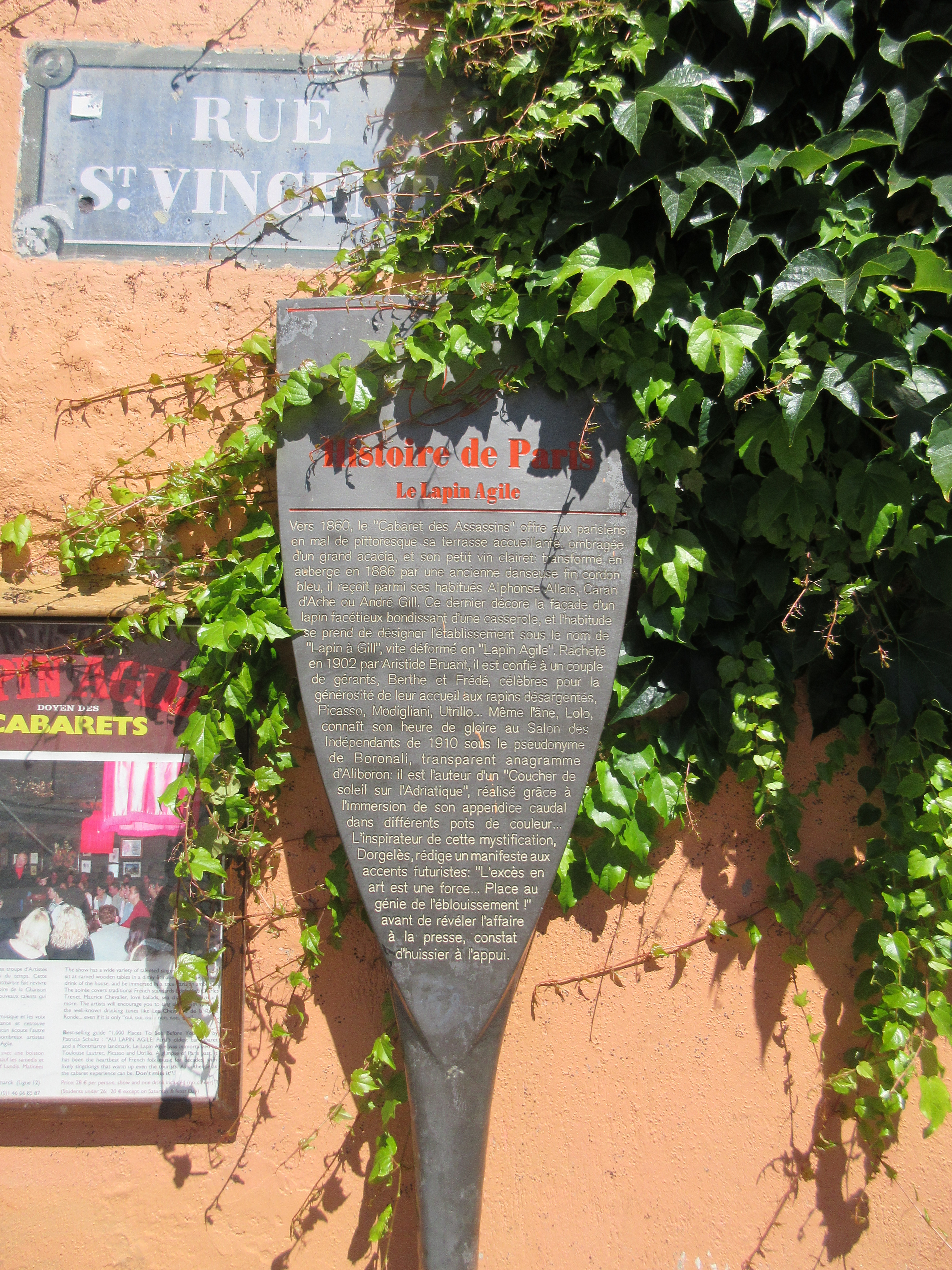
Panneau Histoire de Paris « Le Lapin Agile ».

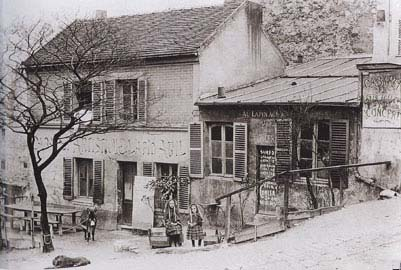
Au Lapin Agile, fin XIXe siècle.

À la suite de la construction du mur des Fermiers généraux et de l'instauration de la taxe d'octroi sur les produits entrant dans Paris (notamment sur le vin), le bas de Montmartre devint à la fin du XVIIIe siècle « une zone consacrée aux plaisirs ». Il abrite dans les années 1880, outre de nombreux cabarets (Le Chat noir, Le Moulin-Rouge), une population très mêlée et parfois dangereuse (prostituées avec leurs souteneurs, marginaux de toutes sortes).
Le haut de Montmartre (la butte Montmartre), en revanche, ressemble jusqu'en 1914 à un village, fameux pour son air pur, ses moulins à vent et ses logements à bas prix, qui attirent les personnes modestes dont les artistes, nombreux à venir s'y installer, et dont le nombre à partir de 1890 devient considérable.
Roland Dorgelès, qui l'a connu, a évoqué dans son roman Le Château des brouillards (1932) « ce coin disparu du vieux Paris » d'avant la Grande Guerre, à qui l'on fait peu honneur en le confondant « avec le Montmartre d'en bas, celui des boîtes de nuit et des coiffeurs pour dames » :
« Chez nous, on se serait cru à la campagne. Pas d'autobus, pas de grands immeubles, pas de trottoirs encombrés. Chaque carrefour avait sa borne fontaine, chaque maison son bout de jardin […] Pas de magasins non plus : qu'en ferait-on dans un village ? Juste ce qu'il faut de boutiques pour rendre service aux ménagères : une boulangerie et un fruitier. Quand on voulait d'autres provisions, on descendait rue Lepic, où les marchandes poussaient leurs petites voitures, et l'on rentrait du marché avec des filets pleins . »
Dans ce « village » se côtoyaient, sans se mélanger, des individus de conditions sociales très diverses, qui ont chacun leur espace réservé : « les petits bourgeois en bras de chemise » avaient élu domicile rue Lamarck, « les retraités bêchaient leurs petits pois rue de la Bonne », « les marlous imberbes se retranchaient dans les petits bars de la rue des Abbesses », etc.
« Seuls, les artistes étaient partout chez eux, prenant le chocolat avec les pèlerins, l'apéritif avec les arsouilles et déjeunant chez le bistrot avec les peintres en bâtiment. »

### DuCabaret des AssassinsauLapin Agile

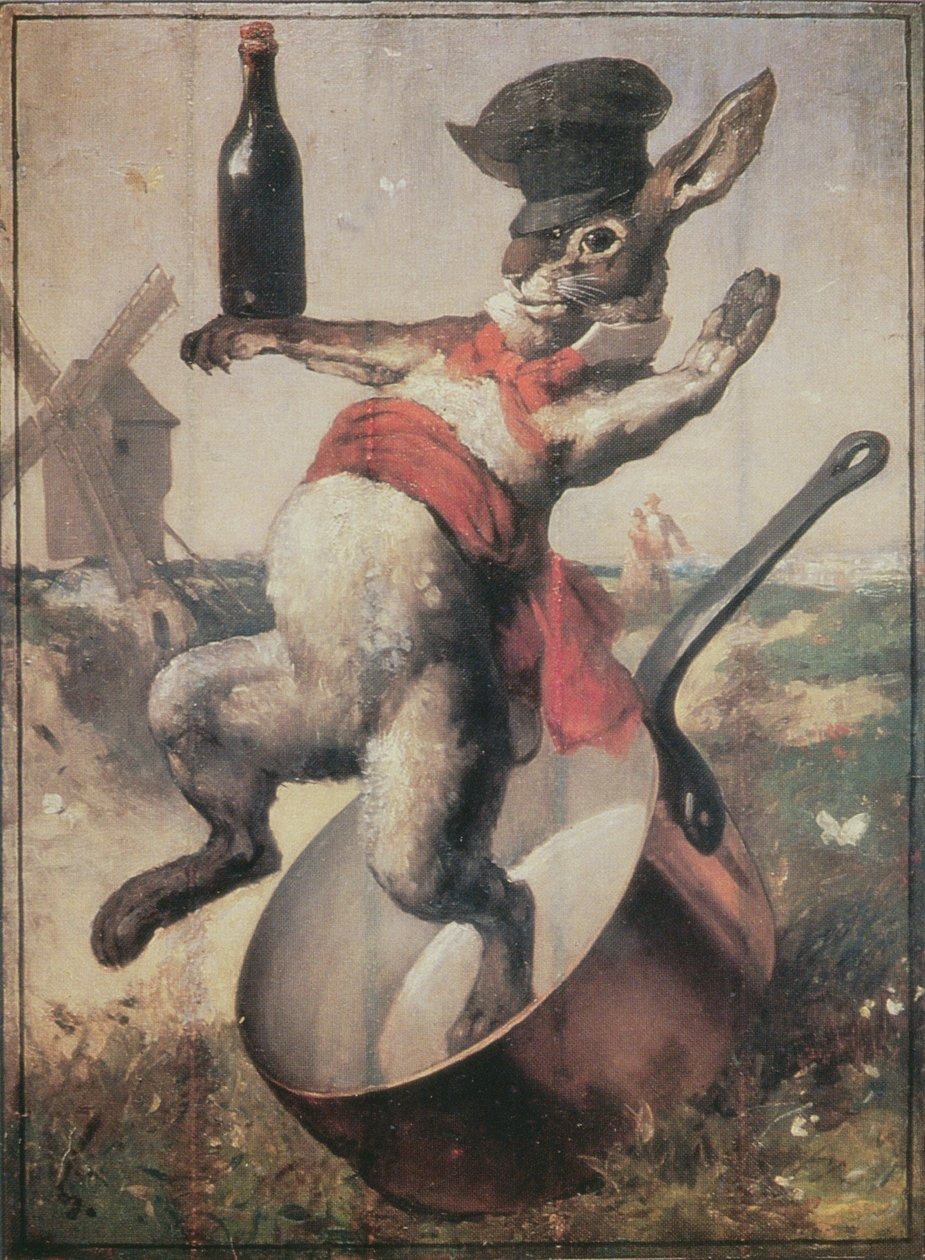
Reproduction de l'enseigne du Lapin à Gill, d'après André Gill (l'original a été dérobé en 1893).

C'est dans la partie haute de Montmartre qu'est construit en 1795 le bâtiment de ce qui abritera le Lapin Agile, qui devient, aux alentours de 1860, une auberge de rouliers baptisée Au Rendez-vous des voleurs.
À partir de 1869, il prend le nom de Cabaret des Assassins, parce que sont accrochées au mur des gravures représentant des assassins célèbres, de Ravaillac à Troppmann,.

#### Calembour de l'enseigne
Entre 1879 et 1880, le propriétaire de l'époque confie au caricaturiste André Gill, familier des lieux, la confection d'une enseigne. Gill peint un lapin vêtu d'une redingote verte, d'une écharpe rouge et coiffé d'une casquette à trois ponts, s'échappant sur la pointe d'une patte de la casserole qui lui était destinée, en tenant en équilibre une bouteille de vin sur une main : le cabaret devient alors connu sous le nom Au Lapin à Gill, bientôt transformé en Lapin Agile,,,. Une autre origine du nom, toujours liée à André Gill, est qu'un client aurait écrit sur un mur du bistrot où l'artiste avait porté son pinceau « Là peint A. Gill,,. » Depuis le tournant du siècle, une copie de l'enseigne de Gill la remplace,. Le « lapin à Gill » devient avec le temps « lapin agile », nom avec lequel ce cabaret perdure encore de nos jours. Le lapin de l'enseigne serait en fait un autoportrait transposé du caricaturiste, qui avait participé à la Commune (il faisait partie de la Commission des artistes), mais avait réussi à échapper à la répression qui avait suivi.

#### Goguette et cabaret

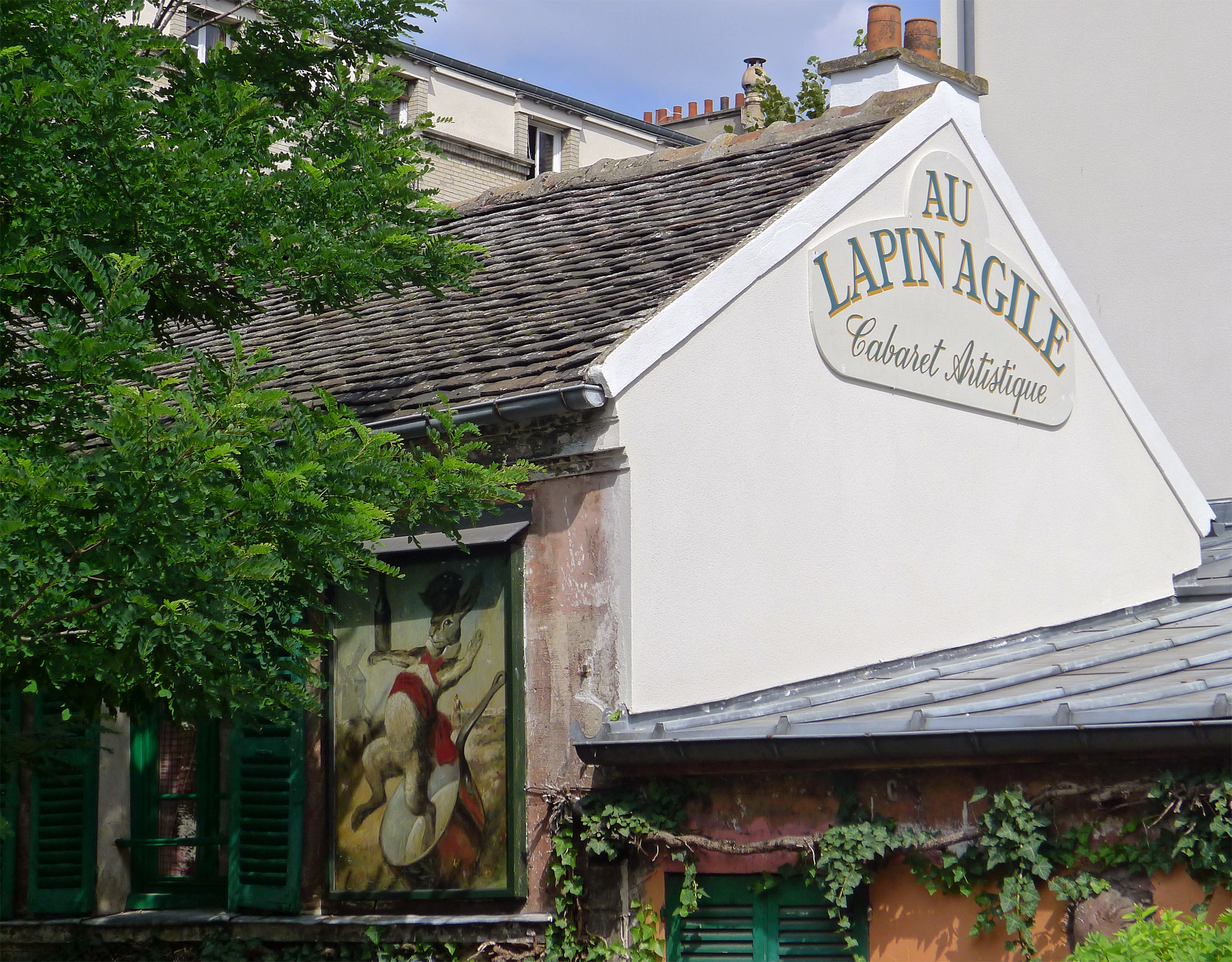
La décoration du Lapin Agile (2014).

En septembre 1883, le goguettier, poète et chansonnier montmartrois Jules Jouy fonde le banquet-goguette La Soupe et le Bœuf, qui se réunit au Cabaret des Assassins.
Le cabaret est racheté en 1886 par l'ancienne danseuse de cancan Adèle Decerf (surnommée « la mère Adèle ») ; celle-ci, après s'être débarrassée de la partie la plus douteuse de sa clientèle, en fait un café-restaurant-concert baptisé À ma campagne, que fréquentent pendant la journée les habitués du Chat Noir (Charles Cros, Alphonse Allais, Jehan Rictus, etc.). Le chansonnier Aristide Bruant en est également un habitué, et il y amène Toulouse-Lautrec et Courteline. Des concerts d'amateurs ont lieu le samedi soir et le dimanche matin « sous la surveillance d'un agent (le type de l'agent botté armé du sabre série Z) », se souvient Orlan .
Au début du XXe siècle, « la mère Adèle » revend le cabaret à Berthe Sébource, qui s'y installe en compagnie de sa fille, Marguerite Luc (surnommée « Margot », et future épouse de Pierre Mac Orlan). Elles sont rejointes en 1903 par Frédéric Gérard (1860-1938), dit « le père Frédé », grâce à qui le Lapin Agile va devenir un lieu incontournable de la bohème artistique montmartroise.

## À l'époque de Frédéric Gérard

### «Le père Frédé»

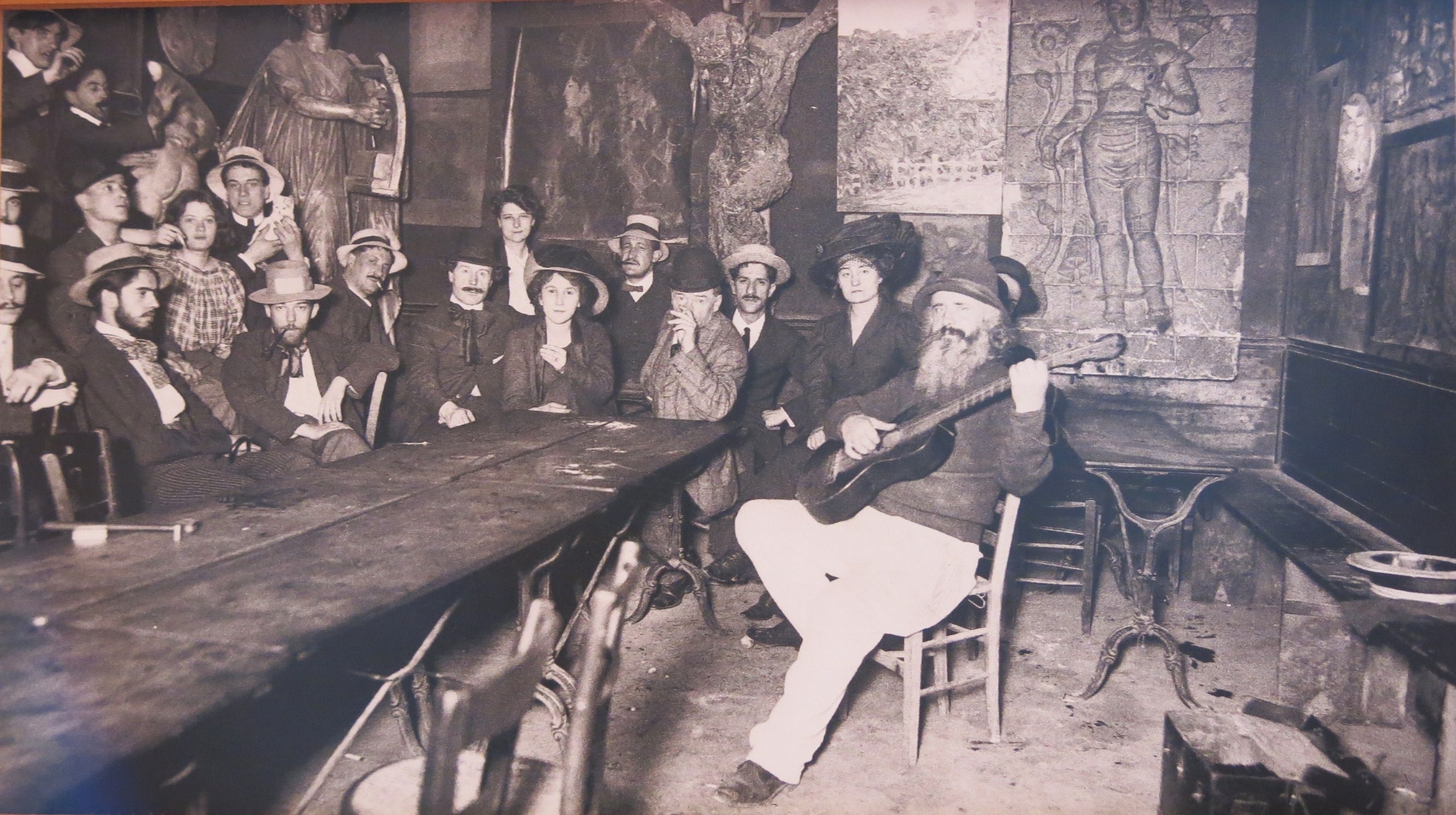
Francisque Poulbot, Raoul Dufy, Adrien Barrère, Maurice Neumont et Auguste Roubille parmi le public écoutant le père Frédé à la guitare au Lapin Agile en 1905 (Musée de Montmartre).

Frédéric Gérard est né à Athis-Mons, Seine-et-Oise  le 24 décembre 1860, Il s'est marié avec Pauline Gacogne le 2 juin 1883 à Gagny, Seine-et-Oise et est décédé le 18 juillet 1932 au lapin Agile et fut inhumé à Saint-Cyr sur Morin, Seine-et-Marne.
Il avait longtemps arpenté les trottoirs montmartrois, en compagnie de son âne (« Lolo ») et en qualité de vendeur de produits des quatre saisons, avant de devenir propriétaire d'un cabaret, Le Zut, situé rue Norvins ou rue Ravignan (selon les sources), établissement qui, se souvient Mac Orlan qui y assista, « termina sa courte carrière lors d'une bagarre mémorable qui dura toute une nuit . » Lorsqu'il emménage[Quand ?] au Lapin Agile, il garde avec lui son singe, son chien, son corbeau, ses souris blanches, ainsi que son âne, avec lequel il vend du poisson dans les rues de Montmartre, afin de compléter ses revenus.
Figure pittoresque de la vie montmartroise, avec « sa tenue qui tenait de Robinson Crusoé, du trappeur de l'Alaska et du bandit calabrais », « Frédé » chantait des romances sentimentales ou des chansons réalistes en s'accompagnant au violoncelle ou à la guitare, dont il jouait avec un talent qui ne faisait pas l'unanimité . Surtout, il n'hésitait pas à offrir des repas et des boissons dans son cabaret aux artistes désargentés , en échange d'une chanson, d'un tableau ou d'un poème. Dans le poème « Au lapin agile » de Jean-Louis Vallas, Frédé reçoit le titre de « Tavernier du Quai des Brumes ».
Aristide Bruant, toujours client régulier du Lapin Agile, se lie d'amitié avec le tenancier, et lorsque le bâtiment est promis à la démolition en 1913, il le rachète et laisse « Frédé » en assurer la gérance.

### Les artistes et les voyous

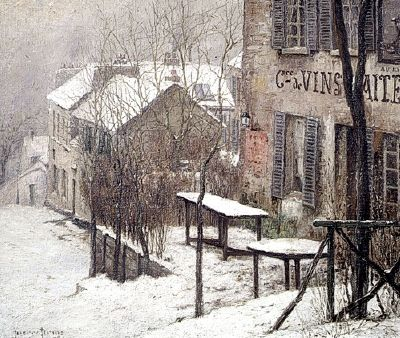
Pierre Prins, Le cabaret du Lapin Agile à Montmartre (1890).

Le Lapin Agile, sous l'impulsion de « Frédé », devient rapidement pour le bohème de Montmartre « une véritable institution culturelle . » Le fréquentent Pierre Mac Orlan, qui deux à trois soirs par semaine aime à chanter des chansons de régiment, Roland Dorgelès, qui chante aussi, mais rarement (ce qui est heureux, car il chante assez mal), Max Jacob, André Salmon, Paul Fort, etc. Gaston Couté ne chante jamais, mais finit parfois par dormir sous une table, vaincu par l'ivresse; Apollinaire y lit des poèmes d'Alcools ; Picasso peint un portrait de Marguerite Luc (Femme à la corneille, 1904,), ainsi qu'un Arlequin buvant au comptoir du cabaret (Au Lapin Agile : Arlequin au verre, 1905). L'acteur Charles Dullin y fait ses débuts en 1902, avec des récitations hallucinées de poèmes de Baudelaire, Villon, Corbière ou Laforgue. Le tout sous le regard placide d'un énorme Christ en plâtre exécuté par le sculpteur anglais Leon-John Wesley : un Christ peu orthodoxe, devait plus tard écrire André Salmon, se rappelant une statue qui faisait « un peu camarade Jésus selon l'esprit de la Sociale de ce temps-là . » 
Mais les artistes ne sont pas seuls à fréquenter le Lapin Agile : ils côtoient des anarchistes du Libertaire, avec lesquels la cohabitation est parfois tendue , et surtout des criminels venus du Bas Montmartre et du quartier de la Goutte d'Or . Francis Carco, débarqué au Lapin Agile durant l'hiver 1910-1911, se souvient ainsi des « petites filles et des rôdeurs qui chérissaient la poésie » fraternisant avec les « clients ordinaires » et leur offrant à boire, mais qui, « d'autres fois, pénétrant au Lapin par surprise […], avaient décidé de corriger leurs femmes et brandissaient des rasoirs effilés, sem[ant] la terreur autour d'eux . »
La tension devint plus vive encore à partir du moment où Frédéric Gérard, qui « voulait créer une clientèle d'artistes », décida, « pour la paix de ceux-ci », de chasser cette clientèle indésirable : « ces Messieurs dont Frédéric n'aimait pas la présence chez lui, entendaient être de la fête », explique Francis Carco, et certaines nuits, des coups de revolver furent tirés de l'extérieur à travers les carreaux du cabaret . Dans son roman Le Château des brouillards, Roland Dorgelès mentionne ces incidents comme se produisant « de temps en temps », sans surprendre qui que ce soit (« la police ne se déplaçait même pas  »), et l'une de ces attaques forme le cœur du roman Le Quai des brumes, de Pierre Mac Orlan,. La violence devait atteindre son paroxysme en 1910, lorsque l'un des fils de Frédéric Gérard, Victor (« Totor »), fut abattu d'une balle dans la tête derrière le bar.

### Une «fumisterie» fameuse:Et le soleil s'endormit sur l'Adriatique
La « période de trouble » dura « deux ou trois ans », se souvient Mac Orlan, à l'issue desquels « Frédéric demeura maître de la situation et le vieux Lapin prit cet aspect paisible qui séduisit tant de jeunes gens et de vieillards . »

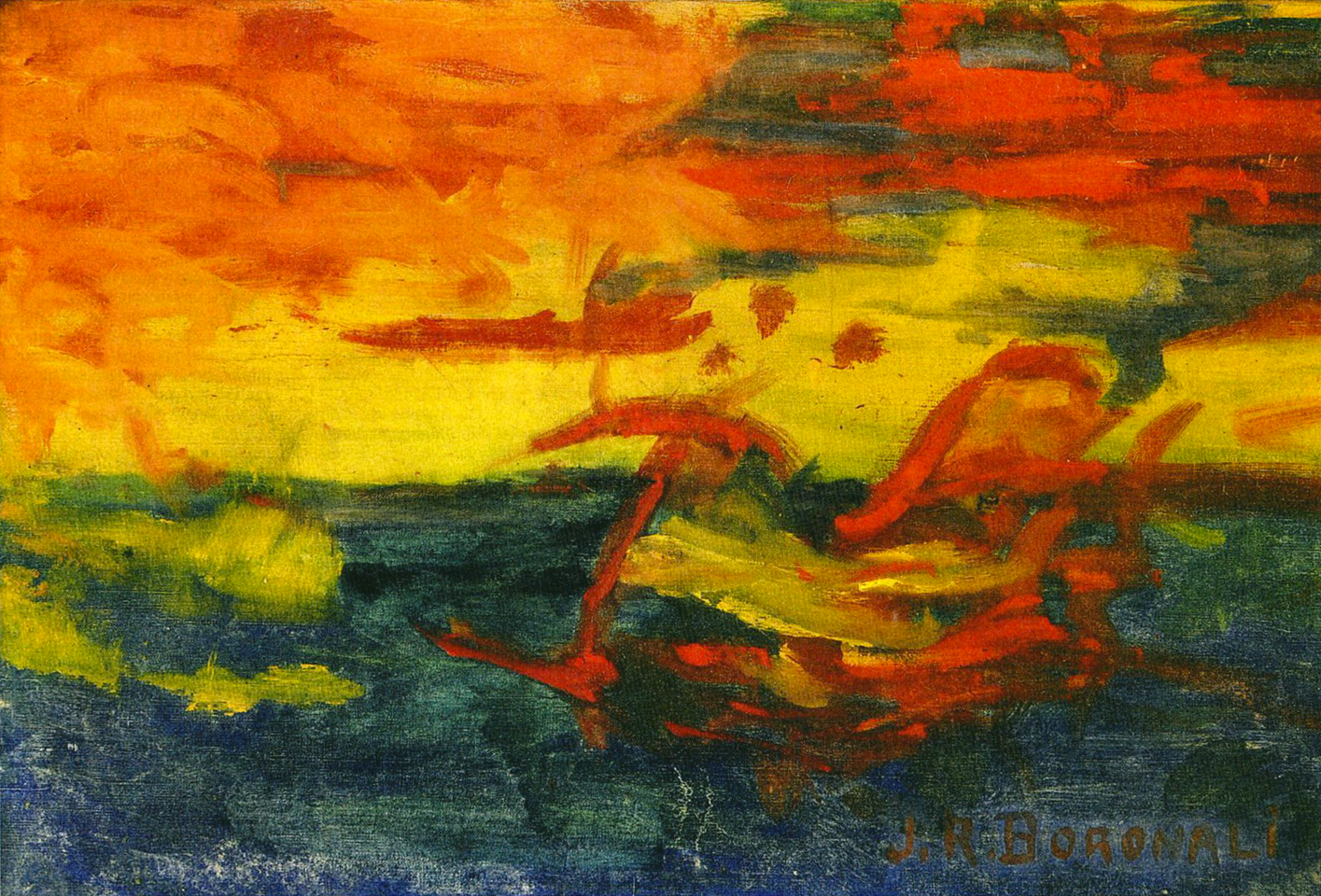
Joachim-Raphaël Boronali, Et le soleil s'endormit sur l'Adriatique (1910), Milly-la-Forêt, espace culturel Paul Bédu.

Mais d'autres tensions existaient au sein de la clientèle fréquentant l'établissement : « l'antagonisme régnait entre les artistes d'avant-garde, désignés sous l'appellation méprisante de « bande à Picasso » (et peu appréciés du patron du Lapin Agile) et les traditionalistes réunis autour de Dorgelès  », adversaires de la peinture abstraite, et qui estimaient que « si les artistes n'essayaient plus de reproduire le monde réel, sous une forme reconnaissable, il ne restait aucune possibilité de juger l'art . » C'est ce dernier qui, en 1910, met au point un canular resté fameux : le tableau Et le soleil s'endormit sur l'Adriatique, toile prétendument peinte par un artiste italien jusque-là inconnu, Joachim-Raphaël Boronali, par ailleurs théoricien d'un nouveau mouvement artistique (« l'excessivisme ») et exposée au Salon des indépendants.

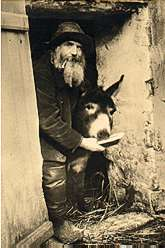
Frédéric Gérard et son âne.

En réalité, le Manifeste de l'excessivisme a été rédigé par Dorgelès, et le tableau est de… « Lolo », l'âne de Frédéric Gérard, à la queue duquel Dorgelès, assisté d'André Warnod et de Jules Depaquit, a attaché un pinceau ; le nom du peintre fictif, Boronali, n'est autre que l'anagramme d'« Aliboron », surnom de l'âne. Révélant la supercherie (constat d'huissier à l'appui), Roland Dorgelès explique dans le journal satirique Fantasio qu'il a voulu « montrer aux niais, aux incapables et aux vaniteux qui encombrent une trop grande partie de cette exposition [le Salon des indépendants], que l'œuvre d'un âne, brossée à grands coups de queue, n'est pas déplacée parmi leurs œuvres », qui insultent les « probes artistes » (Maurice Denis, Paul Signac, Paul Sérusier…) obligés de subir le voisinage de leurs « petites ordures ».
La supercherie eut un succès énorme : le tableau fit « l'objet de commentaires peu différents de ceux qui accueillirent d'autres œuvres modernistes, et fut vendu un bon prix  ». Mais André Salmon, qui fut à la fois l'ami de Dorgelès et celui de Picasso, devait dans ses Souvenirs sans fin (1955) se montrer sceptique quant à la valeur de démonstration que le futur auteur des Croix de bois avait voulu donner à son geste. Que le tableau ait été accepté au Salon des Indépendants ne prouvait rien, puisque toute œuvre proposée était retenue (aucun jury ne sélectionnait au préalable les œuvres représentées : « N'est-ce pas au Salon des artistes français qu'il fallait envoyer le Coucher de soleil, ou au Salon d'automne, si c'est de trop de modernisme qu'on voulait se moquer ? » .
Quoi qu'il en soit, ce canular de Dorgelès et ses amis appartient à une tradition typiquement montmartroise : la fumisterie, dans laquelle excellait Jules Depaquit, et qui consistait en l'élaboration « de farces complexes, rehaussées par un surprenant déploiement de fantaisie et de jeux de mots éblouissants », pratique qui fait le lien entre les humoristes des cabarets et l'avant-garde des années 1900, et dont l'œuvre d'Alphonse Allais fournit un exemple achevé.

### La fin d'un monde
« 

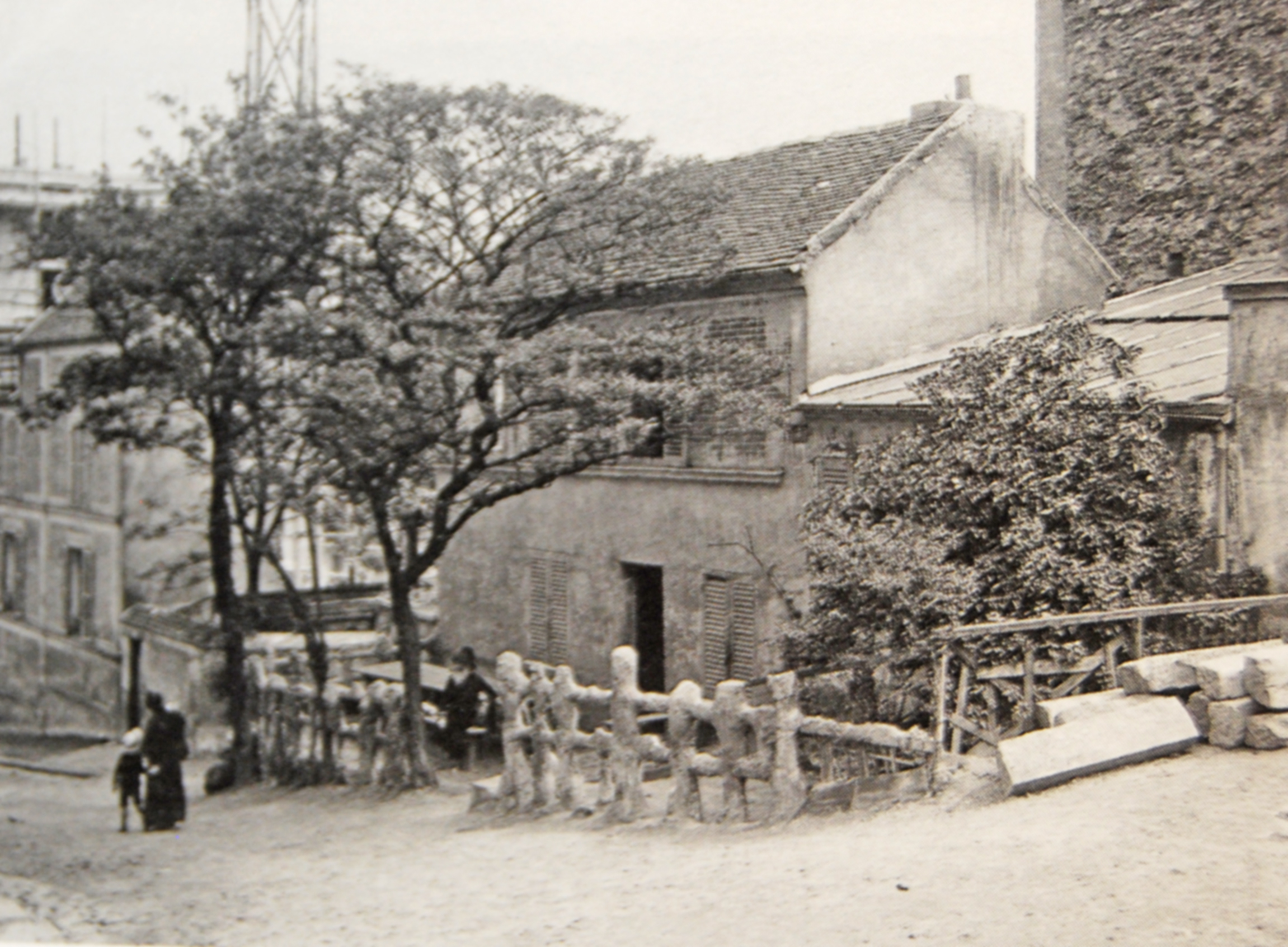
Au Lapin Agile en 1913.

Jusqu'au mois d'août 1914, écrit Pierre Mac Orlan, le Lapin vécut une vie dont l'indépendance était l'image même de Montmartre, où tout le monde échappait à des disciplines sociales qui, pourtant, n'étaient pas sévères. Les habitants de Montmartre savaient se créer une image assez exacte du bonheur dans l'interprétation la plus large de la loi . »
Cette époque insouciante s'achève le 1er août 1914, avec la proclamation de la mobilisation générale contre l'Allemagne : « brusquement, tout parut emporté, balayé », rapporte Francis Carco . La clientèle se fait rare au Lapin Agile, la plupart des habitués étant partis pour le front, dont beaucoup ne devaient pas revenir :
« 
Souvent, se souvient pourtant Mac Orlan, le casque d'un permissionnaire heurtait le linteau de la porte. C'était un soldat de Paris, né au Lapin quelques années auparavant. Il buvait rageusement ; son humeur était farouche. On le voyait revenir une fois, quelquefois deux, puis il ne revenait plus . »

## Après la Grande Guerre
Le Lapin Agile ne retrouvera plus son statut de lieu de rencontre des écrivains et des artistes de l'avant-garde : le centre de gravité de la création s'est déplacé à Montparnasse, tout comme il se déplacera à Saint-Germain-des-Prés après la fin de la Seconde Guerre mondiale. Nonobstant, les peintres conservent l'habitude, chaque année le jour de l'inauguration du Salon d'Automne, de finir la soirée au Lapin Agile
En 1922, Aristide Bruant revend le cabaret à « Paulo », le fils de Frédéric Gérard à qui il a enseigné le chant. Celui-ci deviendra d'ailleurs, au témoignage d'André Salmon, le « meilleur interprète » des chansons de son professeur . Sous sa direction, les « veillées », autrefois informelles et plus ou moins improvisées, sont maintenant organisées, les artistes choisis par le nouveau patron… et payés. Certains d'entre eux sont même accueillis comme « pensionnaires » du cabaret.
Parmi les principaux interprètes qui officient au Lapin Agile durant l'entre-deux-guerres, se trouvent Stello, Jack Mirois et, chez les interprètes féminines, Rina Ketty et Yvonne Darle, qui deviendra la femme de Paulo. Le Lapin Agile s'enorgueillit également d'avoir comme clients Pierre Brasseur, Georges Simenon, ainsi que des célébrités américaines de passage à Paris, telles que Rudolph Valentino, Vivien Leigh, ou encore Charlie Chaplin.

## De la Seconde Guerre mondiale à aujourd'hui
Le Lapin Agile poursuit tant bien que mal ses activités pendant l'Occupation, et redevient après 1945 un lieu de rencontre et un tremplin pour les artistes : c'est là qu'en 1950 le guitariste Alexandre Lagoya fait la connaissance de Léo Ferré, et qu'en 1955 Claude Nougaro fait ses premières apparitions sur scène, en tant que poète d'abord, puis comme chanteur.
En 1972, Paulo Gérard cède la gestion du cabaret à son beau-fils Yves Mathieu, qui en est toujours le propriétaire ; des « veillées » y sont encore organisées, au cours desquelles se produisent chanteurs et humoristes.

Quelques vues contemporaines du Lapin Agile
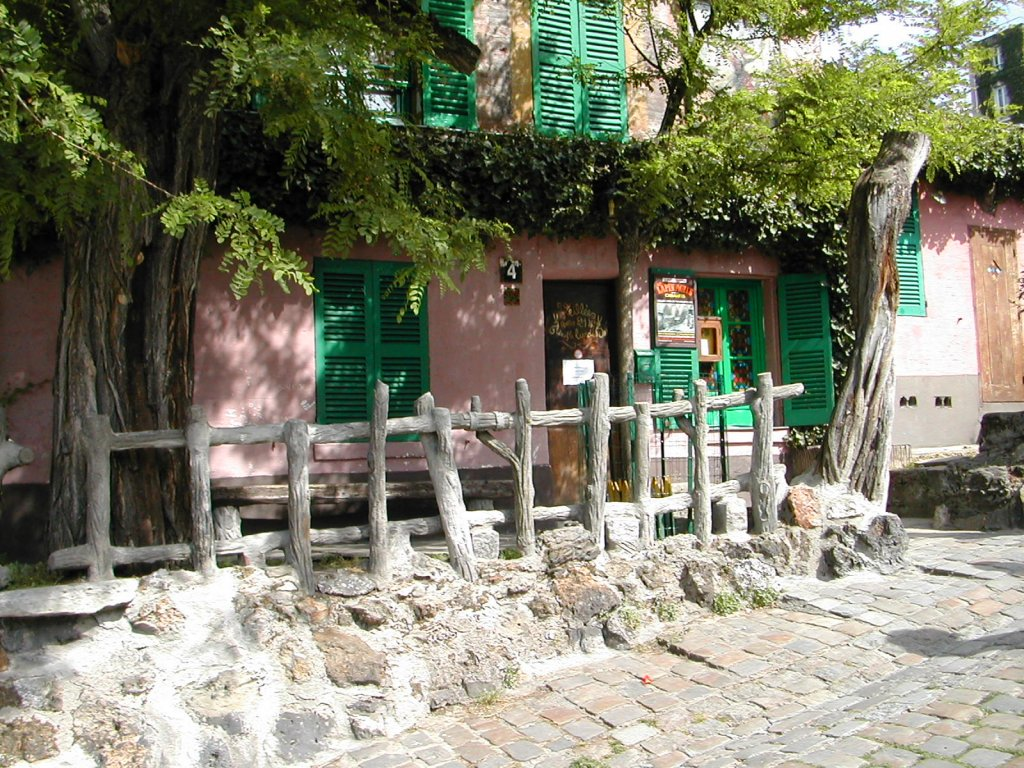
Le banc du Lapin Agile : planté juste devant et partiellement caché par des branches d’arbres en été (2006).
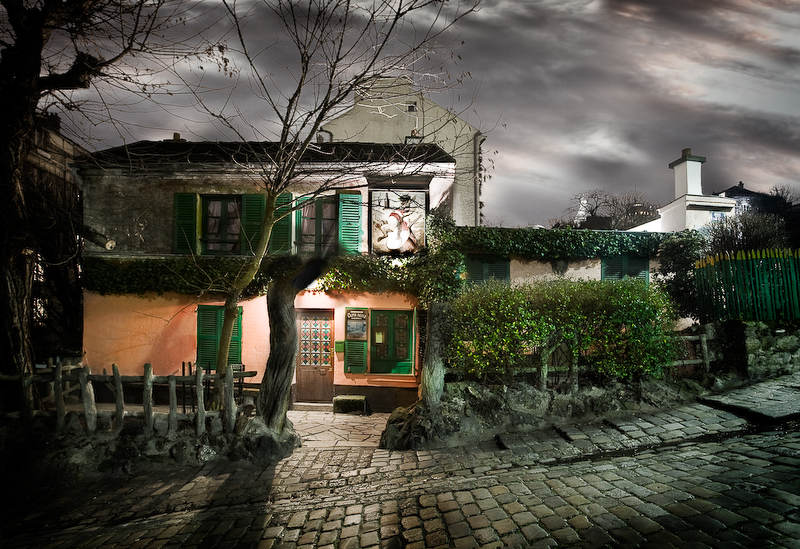
Le Lapin Agile en 2007.
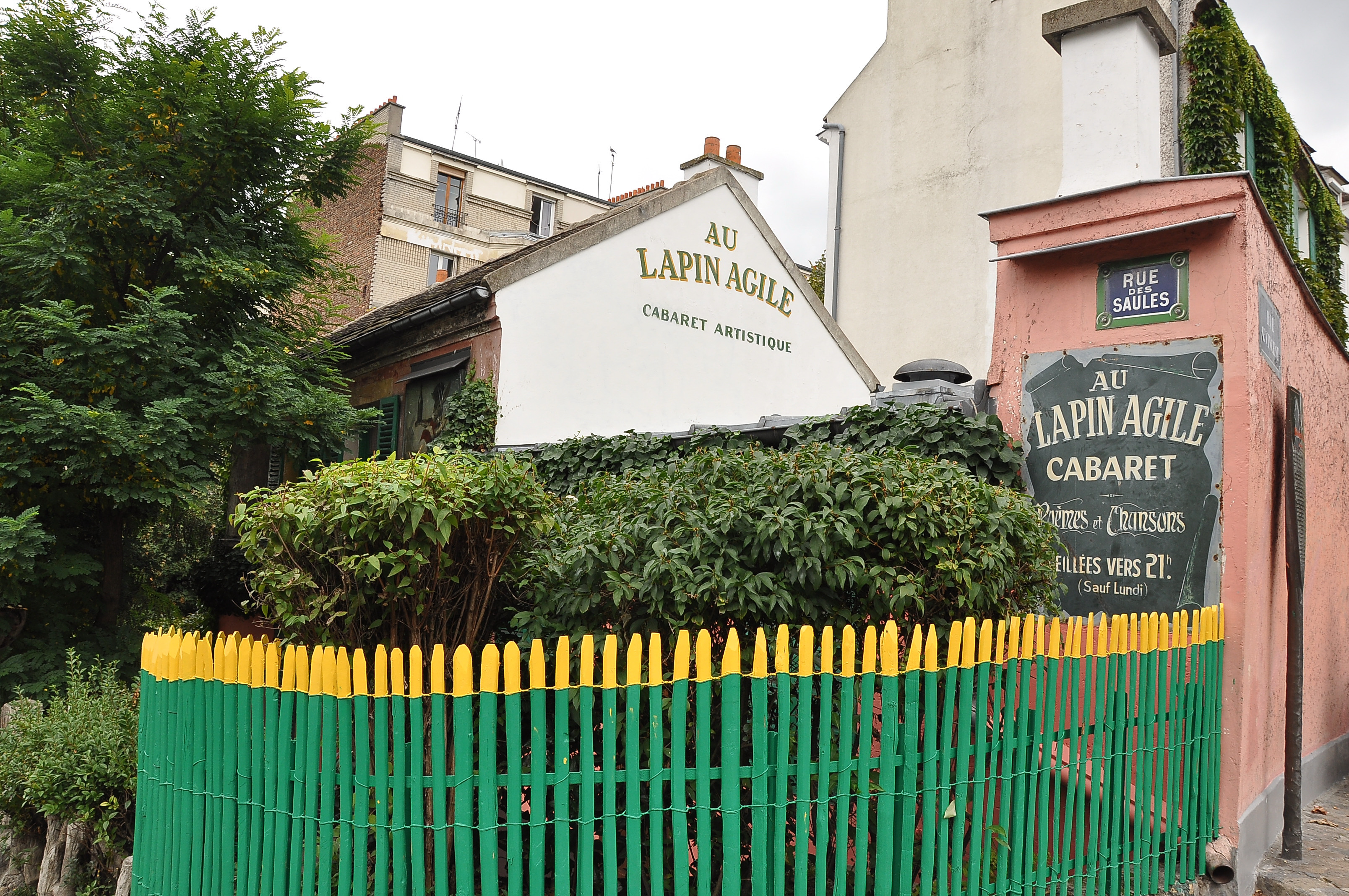
Le cabaret en 2010.
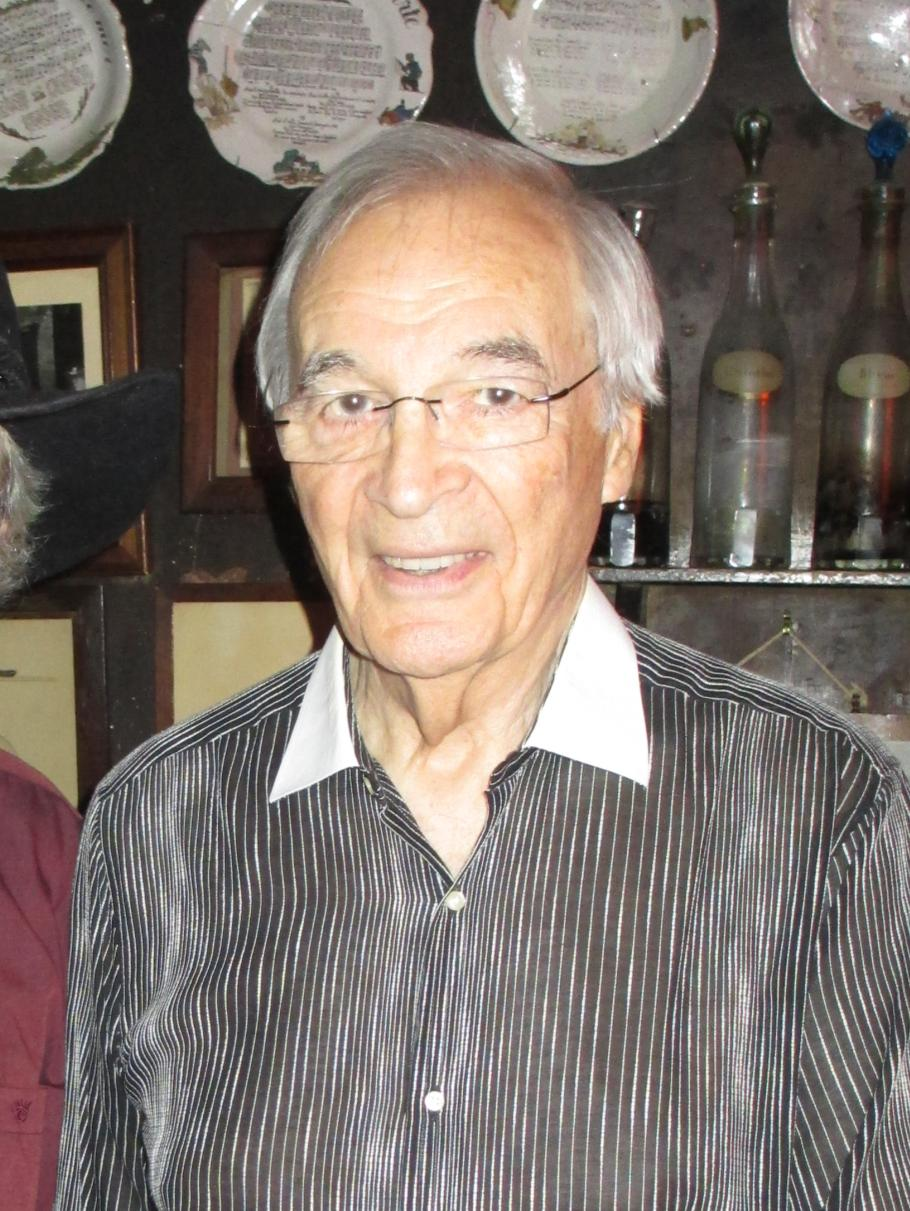
Le gérant, Yves Mathieu (2015).

## Dans les œuvres de fiction
- Le Lapin Agile sert de cadre à la pièce Picasso at the Lapin Agile, écrite en 1993 par Steve Martin. La pièce met en scène une rencontre entre Albert Einstein et Picasso en 1904 dans ce cabaret.
- Le Lapin Agile sert de cadre à la pièce de théâtre de la Compagnie Nomades Au cabaret du Lapin Agile[57], écrite en 2017 par Jean-Bernard Philippot. Elle y raconte la légende de ce cabaret mythique.
- Le Lapin Agile sert de décors dans une scène du film Allô Berlin ? Ici Paris ! en 1931. Dans cette scène est interprétée par un chanteur Chanson Lasse d'Armand Bernard (musique) et Julien Duvivier (paroles) qui est aussi le réalisateur du film.

## Dans l'art
- Pierre Prins (1838-1913), Le Cabaret du Lapin Agile à Montmartre, Paris, musée Carnavalet[58].
- Pablo Picasso (1881-1973), Au Lapin Agile ou L'Arlequin au verre, 1905, New York, Metropolitan Museum of Art[59].
- Élisée Maclet (1881-1962) :
  - Le Lapin Agile, huile sur toile, localisation inconnue[60] ;
  - Le Lapin Agile sous la neige, huile sur toile, localisation inconnue[61].
- Maurice Utrillo (1883-1955), Lapin Agile, rue des Saules sous la neige, huile et gouache sur carton, localisation inconnue[62].
- Roman Greco (1904-1955), Le Lapin Agile, six huiles sur toile, localisation inconnue[63].
- Fernande Grossin ou Mémée Grossin (1886-1975), Montmartre, cabaret Au Lapin Agile, huile sur toile 46 x 38 cm. Collection privée.
- Gen Paul (1895-1975) :
  - Au Lapin Agile, aquatinte, localisation inconnue[64].
  - Le Lapin Agile, pastel, localisation inconnue[65].
  - Le Lapin Agile sous la neige, gouache sur papier, localisation inconnue[66].
- Roland Dubuc (1924-1998), Le Lapin Agile sous la neige, huile sur toile, localisation inconnue[67].
- Raphaël Toussaint (né en 1937), Le Lapin Agile, 1987, localisation inconnue.

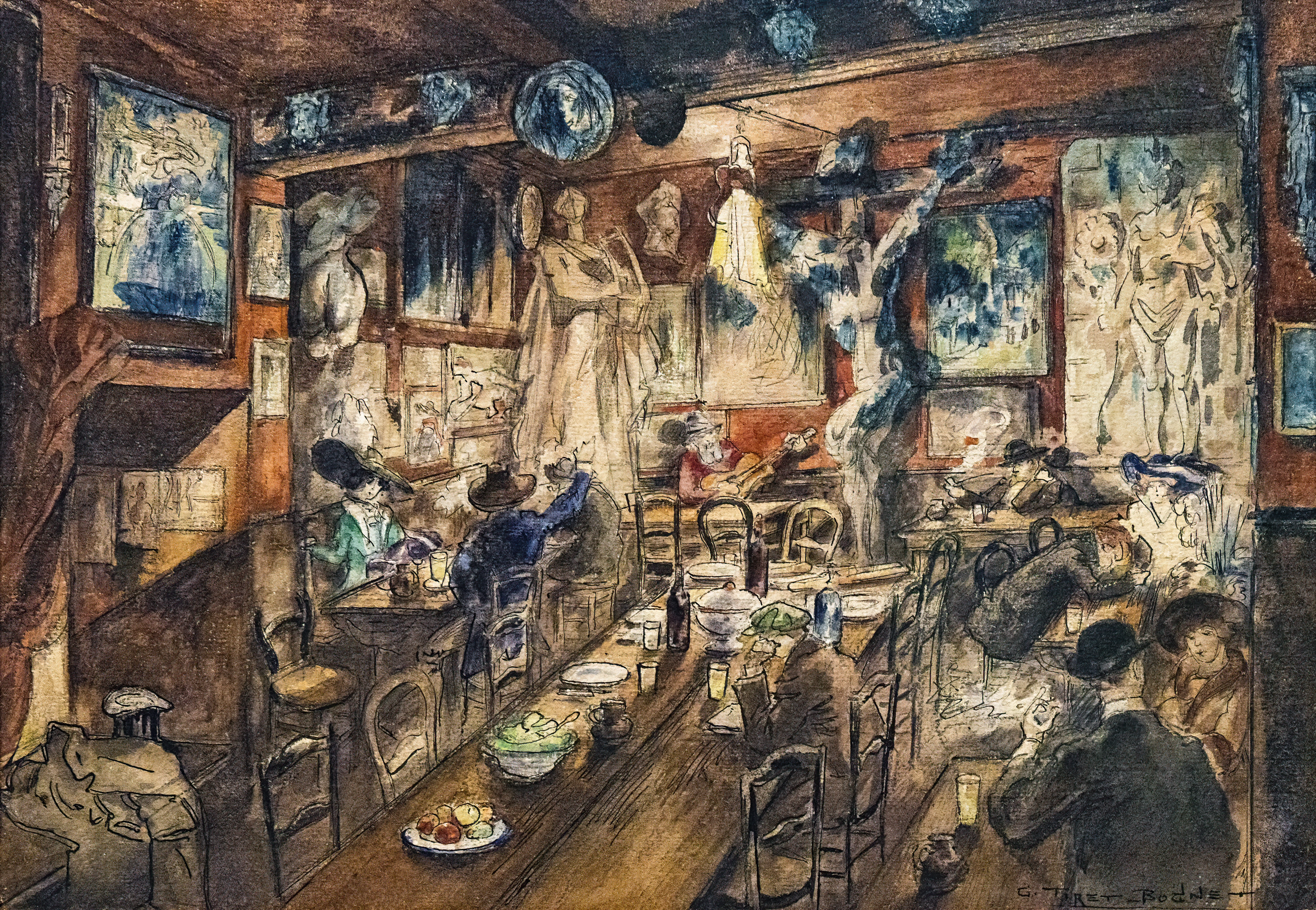
Georges Tiret-Bognet, Intérieur du Lapin agile (vers 1910), Palm Beach, collection Weisman et Michel[68].
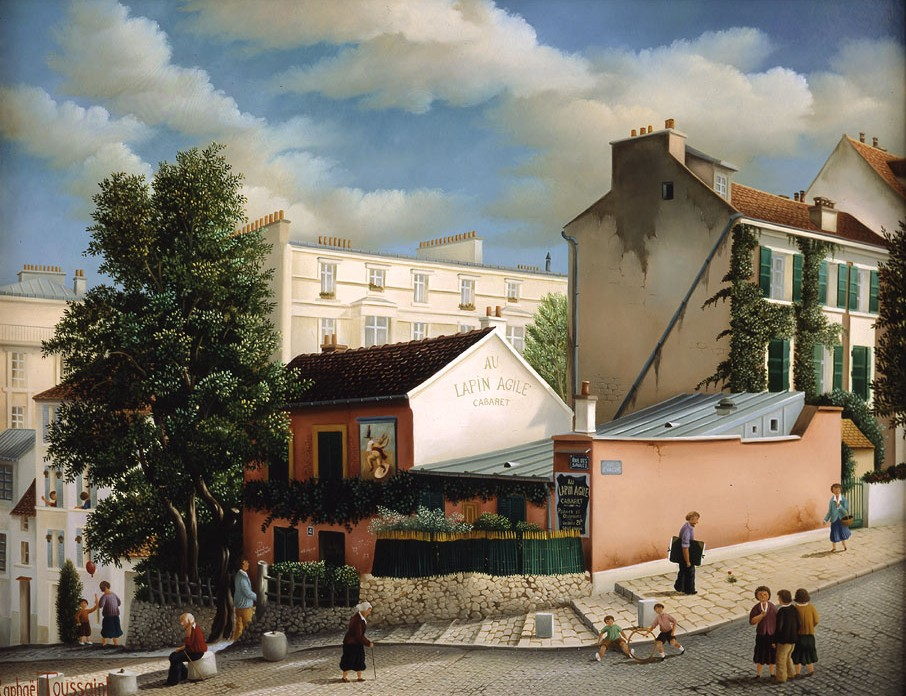
Raphaël Toussaint, Le Lapin Agile (1987)
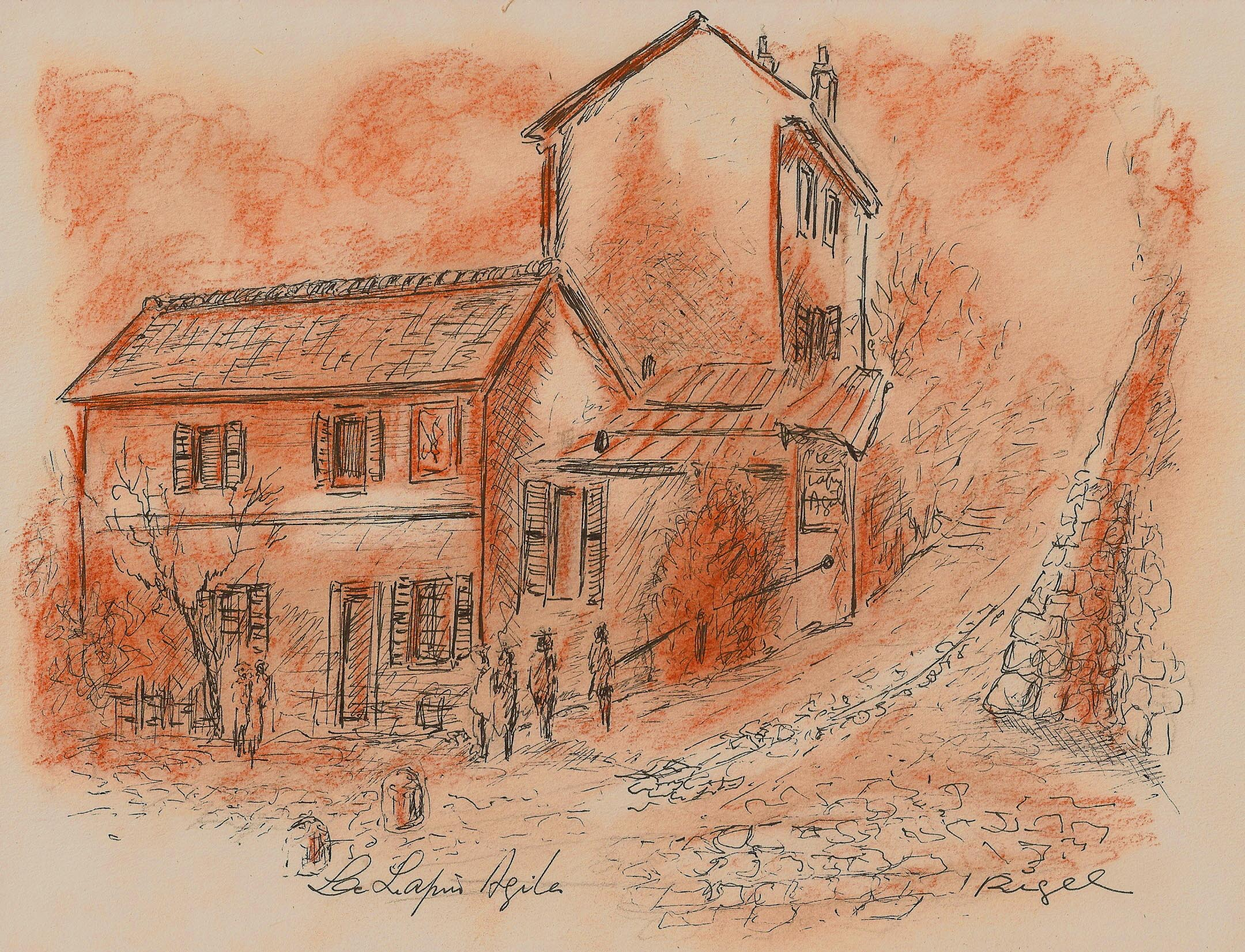
Michel Rigel, Le Lapin Agile (2011)

## Voir aussi

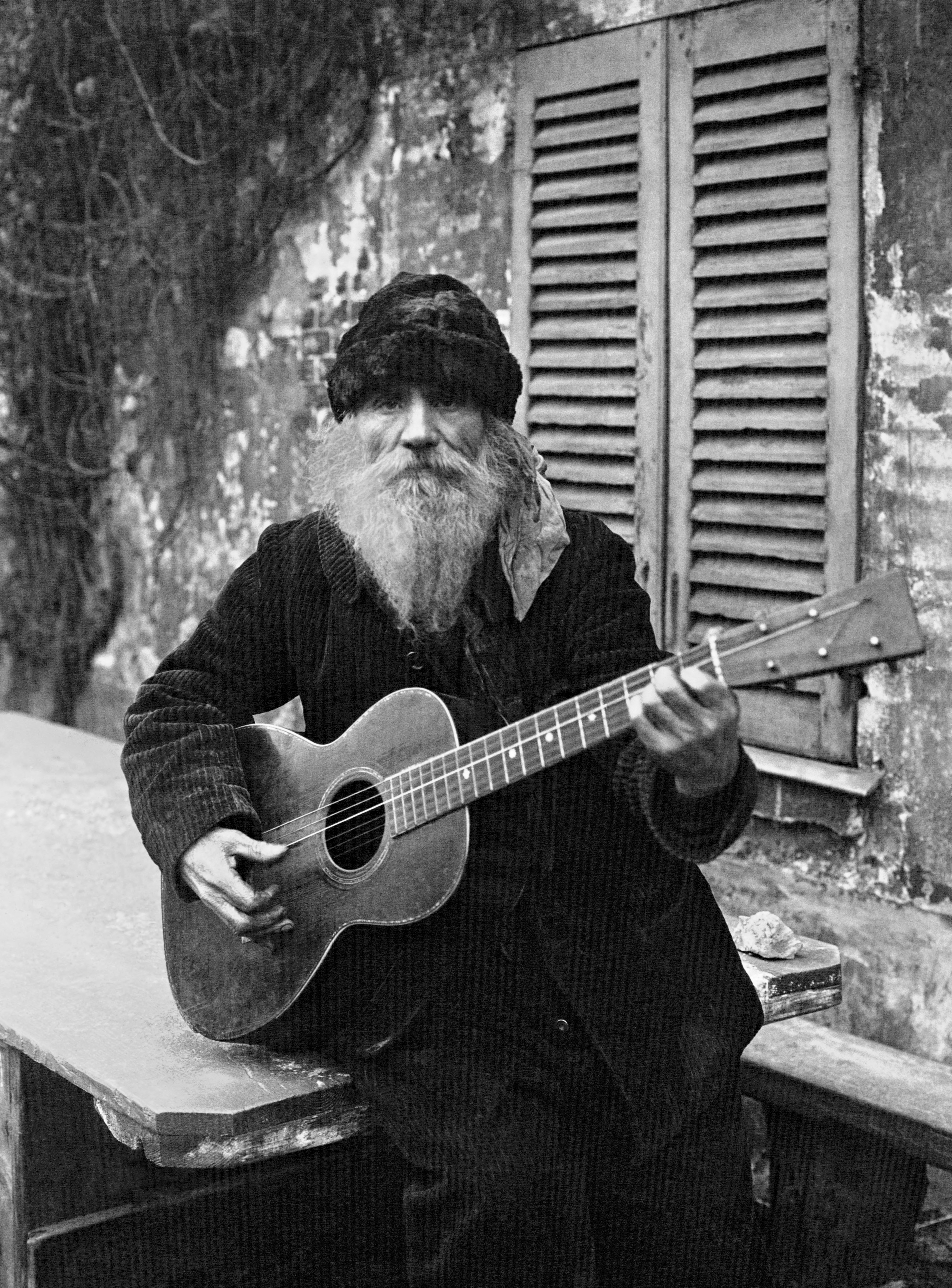
Le père Frédé en 1927.